# Es war einmal … unsere Erde
Es war einmal … unsere Erde (französisch Il était une fois… notre Terre) ist eine französische Zeichentrickserie, die 2008 entstand und zu einer Reihe von Serien mit dem Titel Es war einmal … gehört.

## Inhalt
Es geht um ökologische Herausforderungen, aber auch um konkrete Lösungsansätze für die jeweiligen Probleme. 
„Der zeitlose Gelehrte Maestro will Kinder für die Problematik der nachhaltigen Entwicklung sensibilisieren. Schüler zwischen 13 und 14 Jahren werden in 26 Folgen mit Fragestellungen unserer Zeit konfrontiert, wie Erderwärmung, Umweltverschmutzung, Entwaldung, Energieverschwendung, Armut, Überbevölkerung bzw. Anstieg der Weltbevölkerung und anderen. Der spielerisch-pädagogische Ansatz verbindet den Reiz einer kindgerechten Trickfilmreihe mit nachhaltigem Lerneffekt.“ (arte) 
 
„Die Erben des Planeten“ nennt Maestro eine neue Bewegung, die junge Menschen zusammenbringen soll und gemeinsam gegen die Umweltzerstörung kämpfen lässt. Die Jugendlichen wollen zunächst eine Zeitung gründen und darin mit Artikeln auf die Probleme aufmerksam machen. Dazu recherchieren sie mit Maestro immer wieder direkt vor Ort über die entsprechenden Sachverhalte.
In der ersten Folge wird unter anderem über die Konferenzen für Nachhaltige Entwicklung gesprochen. Anschließend geht es um die Veranschaulichung des Treibhauseffektes, dessen Auswirkungen sich etwa bei den Inuit zeigen. Danach wird der Wassermangel in Indien sowie in der Sahel-Zone thematisiert. Weiterhin geht es um die Probleme durch die Abholzung des Regenwaldes am Amazonas. Im weiteren Verlauf geht es um die verschiedenen Energiequellen, die unser tägliches Leben bestimmen und ihre jeweiligen Vor- und Nachteile, bevor  sich die Protagonisten mit dem fairen Handel beschäftigen, exemplarisch gezeigt am Leben eines Kaffeebauern in Bolivien. Nachdem die Verschmutzung der Meere zur Sprache gebracht wurde, geht es um das sensible Gleichgewicht von Ökosystemen. Anschließend tauschen sich die verschiedenen Teams über ihre Erfahrungen mit dem Wassermangel in den verschiedenen Regionen der Welt aus, genannt werden beispielsweise die Versorgungsprobleme von Mexiko-Stadt und der Aralsee. Im Verlauf der nächsten Folge werden viele verschiedene Probleme und Orte angesprochen, die sich mit Armut auf der ganzen Welt verbinden, darunter bekannte Schwierigkeiten wie der Hunger in Afrika, aber auch unbekanntere Themen wie zum Beispiel die Ausbeutung von Migranten durch Schleuser an der Grenze von Mexiko zu den USA. Thematisch wechselt die nächste Folge zurück zu einem Umweltproblem: Es geht um den schlechten Zustand der tropischen Wälder, beispielsweise auf Borneo; wiederum werden aber auch Lösungsansätze genannt, etwa stärkeres Recycling oder das Einsparen von Papier. 

## Episodenliste
Die einzelnen Folgentitel und deren Inhalt sind:

| Nr. | Deutscher Titel                   | Sendedaten    | Französischer Titel                 |
| --- | --------------------------------- | ------------- | ----------------------------------- |
| 1   | Die Erben des Planeten            | 1. Sep. 2013  | Les Héritiers de la planète         |
| 2   | Klimawandel: Der Treibhauseffekt  | 8. Sep. 2013  | Climat: Le Grand Nord               |
| 3   | Wasserversorgung in Indien        | 15. Sep. 2013 | L'Eau précieuse en Inde             |
| 4   | Wasserversorgung in der Sahelzone | 22. Sep. 2013 | L'Eau précieuse du Sahel            |
| 5   | Der tropische Regenwald           | 29. Sep. 2013 | La Forêt amazonienne                |
| 6   | Woher kommt unsere Energie?       | 6. Okt. 2013  | Nos énergies s'épuisent             |
| 7   | Fairer Handel                     | 13. Okt. 2013 | Le Commerce équitable               |
| 8   | Verschmutzung der Meere           | 20. Okt. 2013 | La Mer poubelle                     |
| 9   | Die Ökosysteme                    | 27. Okt. 2013 | Les Écosystèmes                     |
| 10  | Wasser, das blaue Gold            | 3. Nov. 2013  | L'Eau précieuse dans le monde       |
| 11  | Die Armut in der Welt             | 10. Nov. 2013 | La Pauvreté dans le monde           |
| 12  | Unsere Wälder                     | 17. Nov. 2013 | Forêts du monde                     |
| 13  | Die Überfischung der Meere        | 24. Nov. 2013 | La Pêche abusive                    |
| 14  | Woher kommt der Klimawandel?      | 24. Nov. 2013 | Climat: Origines                    |
| 15  | Landwirtschaft                    | 1. Dez. 2013  | L'Agriculture                       |
| 16  | Artenvielfalt                     | 8. Dez. 2013  | Climat: Les effets                  |
| 17  | Die Folgen der Klimaerwärmung     | 15. Dez. 2013 | Pasteur et les micro-organismes     |
| 18  | Recycling                         | 29. Dez. 2013 | Le Recyclage                        |
| 19  | Frauen weltweit                   | 5. Jan. 2014  | Les Femmes dans le monde            |
| 20  | Kinderarbeit                      | 12. Jan. 2014 | Enfants au travail: Enfants soldats |
| 21  | Alternative Energien              | 19. Jan. 2014 | Énergies: Des solutions             |
| 22  | Das Haus und die Stadt            | 26. Jan. 2014 | La Maison et la Ville               |
| 23  | Klimawandel, was tun?             | 2. Feb. 2014  | Climat: Les solutions               |
| 24  | Gesundheit und Bildung            | 9. Feb. 2014  | Santé, éducation                    |
| 25  | Neue Technologien                 | 16. Feb. 2014 | Technologies                        |
| 26  | Die Welt von morgen               | 23. Feb. 2014 | Et demain?                          |

## Synchronisation
Die Synchronfassung von 2013 entstand bei der Berliner Synchron nach dem Dialogbuch von Dirk Bublies, Ann Vielhaben und Frank Muth. Dialogregie führte Dirk Bublies.
| Rolle                                  | französischer Sprecher | deutscher Sprecher |
| -------------------------------------- | ---------------------- | ------------------ |
| Maestro                                | Roger Carel            | Rainer Gerlach     |
| Ali                                    |                        | Filipe Pirl        |
| Annie                                  | Brigitte Lecordier     | Esra Vural         |
| Anselm                                 |                        | Lutz Schnell       |
| Debbie                                 |                        | Damineh Hojat      |
| Indianer #2 Chinese Bauer Gorilla Baby |                        | Edwin Gellner      |
| Jumbo                                  | Tony Marot             | Christian Zeiger   |
| Pierrette                              | Marie-Laure Beneston   | Anne Düe           |
| Pierrot                                | Olivier Destrez        | Dirk Stollberg     |
| Psi                                    |                        | Anita Hopt         |
| Salifou                                |                        | Marcel Mann        |
| Salomon                                |                        | Bastian Sierich    |
| Simon                                  |                        | Sebastian Fitzner  |
| Teigneux Giftzwerg                     | Xavier Fagnon          | Jeffrey Wipprecht  |